# Ondřej Petrák
Ondřej Petrák (* 11. März 1992 in Prag) ist ein tschechischer Fußballspieler. Der Mittelfeldspieler spielte unter anderem in Deutschland beim 1. FC Nürnberg und bei Dynamo Dresden und steht seit 2022 Bohemians Prag 1905 unter Vertrag. Er ist ehemaliger tschechischer Nachwuchsnationalspieler.

## Karriere

### Verein
Ondřej Petrák spielte in seiner Kindheit vom Alter von fünf Jahren an beim SK Olympie Dolní Břežany und ABC Braník, bevor er über Bohemians Prag mit zehn Jahren zu Slavia Prag kam. Dort durchlief er die weiteren Jugendmannschaften und wurde im Oktober 2010 erstmals in der ersten Mannschaft eingesetzt. In der Saison 2011/12 gehörte er fest zur Erstligamannschaft, am vierten Spieltag hatte er seinen ersten Einsatz in der Startelf und in kürzester Zeit hatte er sich in den Stamm der Mannschaft gespielt. In zweieinhalb Jahren absolvierte Petrák 62 Einsätze in der Gambrinus-Liga und wurde dabei meist im defensiven Mittelfeld oder in der Innenverteidigung eingesetzt.
In der Winterpause der Saison 2013/14 bekam der Tscheche ein Angebot des deutschen Bundesligisten 1. FC Nürnberg. Er wechselte am 7. Januar 2014 mit 21 Jahren zu den Franken und unterschrieb einen bis 2017 laufenden Vertrag. Am ersten Rückrundenspieltag gab er sein Bundesligadebüt im Heimspiel gegen die TSG Hoffenheim, als er für den verletzten Per Nilsson in die Innenverteidigung eingewechselt wurde. Am Ende der Saison stieg der 1. FC Nürnberg in die 2. Liga ab. Am 20. März 2016 schoss Petrák gegen RB Leipzig in seinem 51. Pflichtspiel für den 1. FC Nürnberg sein erstes Tor. Mit dem 1. FC Nürnberg wurde er 2018 Vizemeister der 2. Bundesliga und stieg somit in die Bundesliga auf, konnte mit der Mannschaft jedoch nicht die Klasse halten.
Nach 132 Pflichtspielen kam der Mittelfeldspieler in der Zweitligasaison 2019/20 auf lediglich drei zusätzliche Einsätze und wurde innerhalb der Winterpause bis Spielzeitende an den Ligakonkurrenten Dynamo Dresden verliehen, der im Anschluss eine Kaufoption hatte. Bis dahin war Petrák, der in Dresden auf seinen Landsmann Josef Hušbauer traf, der dienstälteste Nürnberger Spieler und der Einzige, der schon vor dem Abstieg 2014 für den Verein gespielt hatte und bis zum Wiederaufstieg (und darüber hinaus) geblieben war.

### Nationalmannschaft
Petrák ist ehemaliger tschechischer Juniorennationalspieler. Bereits in der U16 wurde er entdeckt und sechsmal eingesetzt. Danach spielte er bis auf die U19 in jeder weiteren Jugendmannschaft des tschechischen Verbands, zuletzt in der U21.

## Erfolge
1. FC Nürnberg
- Vizemeister der 2. Bundesliga und Aufstieg in die Bundesliga: 2018